# La Coupole (salle de concert)
Pour les articles homonymes, voir Coupole (homonymie).
La Coupole, également connue sous le nom allemand de Gaskessel ou Chessu, est un centre autonome de la jeunesse de Bienne et aussi une salle de concert de Bienne en Suisse. Elle tire son nom de sa forme particulière. En effet, elle se trouve sous la coupole d'une ancienne usine à gaz, située à proximité du Palais des Congrès.

## Histoire
En juillet 1968, 200 jeunes biennois participent à un sit-in de solidarité avec les jeunes zurichois à la suite de l'émeute du Globus et revendiquent à leur tour un centre autonome de jeunesse. Les autorités biennoises décident alors de conserver l’une des deux usines à gaz désaffectées de la ville jeunesse. Après deux ans de négociations, une autorisation d’utilisation les lieux est donnée par la ville de Bienne, commencent alors les travaux d’aménagement prise en main par les jeunes et qui accouchent d'une salle de concert autogérée depuis dans le cadre du Centre autonome de jeunesse (CAJ).  
Depuis sa rénovation générale en 1994, elle dispose d'un hall d'entrée, de tribunes démontables pour le public, d'installations sanitaires et techniques, de loges pour les artistes et d'un dépôt de boissons. Elle peut accueillir jusqu'à 1 000 personnes. 
En 2008, la ville de Bienne planifie dans la zone où se trouve la Coupole la construction de bâtiments comportant 50 % de logements à une quinzaine de mètres de la Coupole, menaçant de rendre impossible son utilisation, notamment en matière d’émissions sonores. Face aux oppositions, le projet "Esplanade Nord" approuvé par un vote des citoyens biennois en 2011 consacre le site de la Coupole et contient une ligne de crédit de plus de deux millions de francs pour sa rénovation et son extension. Toutefois, des difficultés sont apparues pour procéder aux travaux prévus dans le cadre du budget consacré. 